# Phylica piquetbergensis
Phylica piquetbergensis är en brakvedsväxtart som beskrevs av Neville Stuart Pillans. Phylica piquetbergensis ingår i släktet Phylica och familjen brakvedsväxter. Inga underarter finns listade i Catalogue of Life.